# Ipaussu
Ipaussu este un oraș în São Paulo (SP), Brazilia.